# Fernando Simón
Fernando Simón Soria  (sinh năm 1963) là một nhà dịch tễ học người Tây Ban Nha, là Giám đốc Trung tâm Điều phối Cảnh báo Y tế và Trường hợp khẩn cấp của Bộ Y tế. Ông trở nên nổi tiếng với tư cách là người phát ngôn của ủy ban đặc biệt về bệnh virus Ebola ở Tây Ban Nha vào năm 2014, và vai trò tương tự trong đại dịch COVID-19. Simón đã xét nghiệm dương tính với coronavirus vào ngày 30 tháng 3 năm 2020.

## Xuất thân và giáo dục
Chào đời tại Zaragoza, ông tốt nghiệp Y khoa tại Đại học Zaragoza, và chuyên ngành Y tế công cộng và Dịch tễ học tại Trường Y học Nhiệt đới & Vệ sinh Luân Đôn. Simón được đào tạo trong "Chương trình Đào tạo châu Âu về Dịch tễ học Can thiệp" tại Trung tâm Kiểm soát và Phòng ngừa Dịch bệnh châu Âu.

## Sự nghiệp
Simón là giám đốc Trung tâm Nghiên cứu Bệnh nhiệt đới ở huyện Manhiça, Mozambique, và của Bệnh viện Ntita ở Burundi.
Simón cũng là giám đốc các chương trình tại Trung tâm Dịch tễ học Quốc gia (CNE), đồng thời là điều phối viên của Đơn vị Phản ứng và Cảnh báo Y tế tại CNE từ năm 2003 đến năm 2011. Ông hiện là giáo sư tại Trường Y tế công cộng Quốc gia, và một thành viên của ủy ban tư vấn của Trung tâm Kiểm soát và Phòng ngừa Dịch bệnh châu Âu (ECDC).